# دان مكارثي
دان مكارثي (بالإنجليزية: Dan McCarthy)‏ هو لاعب هوكي الجليد أمريكي، ولد في 7 أبريل 1958 في St. Marys, Ontario ‏ في كندا.

## وصلات خارجية
- دان مكارثي على موقع دوري الهوكي الوطني (الإنجليزية)
- دان مكارثي على موقع EliteProspects.com (الإنجليزية)
- دان مكارثي على موقع HockeyDB.com (الإنجليزية)
- دان مكارثي على موقع Hockey-Reference.com (الإنجليزية)